# Scorpiops doiphukha
Espèce
Scorpiops doiphukha est une espèce de scorpions de la famille des Scorpiopidae.

## Distribution
Cette espèce est endémique de la province de Nan en Thaïlande. Elle se rencontre dans le parc national de Doi Phu Kha.

## Description
Le mâle holotype mesure 70,33 mm et la femelle paratype 63,29 mm.

## Systématique et taxinomie
Cette espèce a été décrite par Ythier, Košulič, Nawanetiwong et Lourenço en 2025.

## Étymologie
Son nom d'espèce lui a été donné en référence au lieu de sa découverte, le parc national de Doi Phu Kha.

## Publication originale
- Ythier, Košulič, Nawanetiwong & Lourenço, 2025 : « A newly discovered species of the genus Scorpiops Peters, 1861, subgenus Euscorpiops Vachon, 1980 from Doi Phu Kha National Park, Thailand (Scorpiones, Scorpiopidae) » Zookeys, vol. 1241, p. 171-184 (texte intégral).